# Manga Action

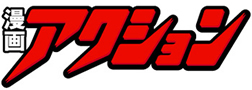
Manga Actions logotyp.

Manga Action (tidigare Weekly Manga Action eller Shūkan Manga Action) är en japanskt mangatidning som lanserades den 7 juli 1967. Tidningen brukade släppas en gång i veckan, därav namnet, men från och med 2003 började den släppas två gånger per månad istället.

## Om tidningen
Tidning fokuserar mest på manga och sägs vara japans första riktiga seinen-tidning.

## Publicerad manga

### Tidigare förpublicerad manga
- 009-1 (1967-1970, Shotaro Ishinomori)
- Lupin III (1967-1972, Monkey Punch)[1]
- Lone Wolf and Cub (1970-1976, Kazuo Koike, Goseki Kojima)
- Ganbare!! Tabuchi-kun!! (1978-1979, Hisaichi Ishii)
- Jarinko Chie (1978-1997, Etsumi Haruki)
- Judge (1989-1991, Fujihiko Hosono)
- All Purpose Cultural Cat Girl Nuku Nuku (1990-1991, Yuzo Takada)
- Crayon Shin-chan (1990-2010, Yoshito Usui)
- Old Boy (1996-1998, Garon Tsuchiya & Nobuaki Minegishi)
- True Getter Robo!! (1997-1998, Go Nagai & Ken Ishikawa)
- Shamo (1998-2007, Izo Hashimoto & Akio Tanaka)
- High School Girls (2001-2004, Towa Oshima)
- Cutie Honey Tennyo Densetsu (2001-2003, Go Nagai)
- Town of Evening Calm, Country of Cherry Blossoms (2003, Fumiyo Kōno)
- Maestro (2003-2007, Akira Sasō)
- Kodomo no Kodomo (2004, Akira Sasō)
- Ochiken (2005-2008, Yoshio Kawashima)
- Hinotama Love (2006-2007, Maya Koikeda)
- Gokudō Meshi (2006-2013, Shigeru Tsuchiyama)
- Crime and Punishment: A Falsified Romance (23 januari 2007–15 mars 2011, Naoyuki Ochiai)
- In This Corner of the World (2007-2009, Fumiyo Kōno)
- Stargazing Dog (5 augusti 2008–3 februari 2009, Takashi Murakami)
- Drifting Net Cafe (28 februari 2009 – 28 juni 2011, Shūzō Oshimi)
- Fujiyama-san wa Shishunki (november 2012–december 2015, Makoto Ojiro)
- Inside Mari (mars 2012–september 2016, Shūzō Oshimi)
- Tomodachi x Monster (juni 2014–27 juni 2015, Yoshihiko Inui)

### Nutida publicerade manga
- Bar Lemon Heart (sedan 1985, Mitsutoshi Furuya)
- Ekiben Hitoritabi (since 2005, Jun Hayase [text och bild], Kan Sakurai [redaktör])
- Ganpapatō no Zerosen Shōjo (sedan 2007, Sōichi Moto)
- Koroshiya-san: The Hired Gun (sedan 2004, Tamachiku)
- Mitsubachi no Kiss (sedan 2008, Tōru Izu)
- My Pure Lady: Onegai Suppleman (sedan 2006, Kaoru Hazuki [bild], Chinatsu Tomisawa [skapare])
- The New Dinosaurs: An Alternative Evolution (Takaaki Ogawa [bild], Dougal Dixon [text])
- Ninja Papa (sedan 2006, Yasuhito Yamamoto)
- Nōnai Kakutō Akiba Shoot (sedan 2007, Shingo Yamada)
- Ōsaka Hamlet (sedan 2005, Hiromi Morishita)
- Porno Graffiti (sedan 2008, Chinatsu Tomisawa)
- Samayoi Zakura (sedan 2008, Mamora Gōda)
- Sensei no Kaban (sedan 1999, Jiro Taniguchi [bild], Hiromi Kawakami [skapare])
- Shin Shiawase no Jikan (sedan 2005, Yasuyumi Kunitomo)
- Suzuki-sensei (sedan 2005, Kenji Taketomi)
- Uchi no Tsumatte Dō Deshō? (sedan 2007, Shigeyuki Fukumitsu)
- Wild Nights (sedan 2008, Tomohiro Koizumi)